# Chameleon Twist
Chameleon Twist, conosciuto in Giappone come Kamereon Tsuisuto (カメレオンツイスト?), è un videogioco di genere platform 3D sviluppato da Japan System Supply e pubblicato da Sunset nel 1997 per Nintendo 64.
Nonostante le molte critiche ricevute per via di un gameplay semplice, musiche ripetitive e una scarsa giocabilità, Chameleon Twist ebbe un seguito intitolato Chameleon Twist 2.
Il giocatore veste i panni di un camaleonte antropomorfo che deve viaggiare attraverso sei diversi mondi. La lunga lingua del camaleonte può essere usata come arma, come uno strumento per attraversare gli spazi tra le piattaforme o per saltare su queste ultime. Una volta che la lingua è srotolata, può essere mossa in ogni direzione utilizzando la levetta analogica del gamepad. La modalità in single-player prevede la progressione in diversi ambienti, ciascuno dei quali termina in uno scontro con un boss di fine livello.

## Storia
Il protagonista del gioco è un camaleonte blu di nome Davy che, mentre insegue un coniglio (citazione al Coniglio Bianco di Lewis Carroll) finisce in una buca nel terreno che lo conduce in un mondo magico donandogli anche una forma umanoide.
La trama vede Davy o uno dei suoi amici camaleonti Jack, Fred o Linda, viaggiare in sei diversi ambienti, nel tentativo di trovare una via d'uscita dal mondo magico.

## I mondi di gioco
- Jungle land: il livello si divide tra bosco e grotta. Nella grotta si incontrano i primi mostri: dei porcospini, dei ragni e due pietre viventi. Il boss è un gorilla con una capigliatura arancione; per batterlo bisogna inghiottire le farfalle e lanciargliele addosso per farlo cadere dal dirupo.
- Bomb Land: i nemici sono principalmente dei razzi blu, delle bombe che camminano e delle mine bianche. In molte parti del livello bisogna lanciare un razzo su una mina per far sì che ci sia un effetto "domino" di esplosioni. Si possono usare anche per distruggere il pavimento o per rompere dei blocchi. Il boss è un serpente robotico: per batterlo bisogna lanciare delle bombe sulle parti del suo corpo.
- Ant Land: l'ambiente di gioco è una sorta di formicaio in cui i nemici sono delle formiche e delle cavallette giganti. Il boss di questo livello è la regina delle formiche.
- Kids Land: i nemici sono per lo più dei dolciumi quali gelati o biscotti volanti, ma ci si può imbattere anche in dei "farcitori" di crema su molla. Il boss è una torta gigante da sconfiggere mangiando tutti i gelati al suo interno.
- Desert Castle: questo livello si basa sull'uso appropriato della lingua, infatti la si usa molto per scalare i vari ostacoli. I nemici sono degli avvoltoi e degli strani esseri fatti di sabbia. Il boss è un incrocio tra un coccodrillo e un armadillo da battere lanciandogli contro i mostri sabbiosi che genera mentre salta.
- Ghost Castle: è l'ultimo livello di gioco. E' buio e pieno di baratri da saltare. In alcune zone, accendendo delle candele usando i mostri di fuoco che ti attaccano, puoi illuminare delle piattaforme altrimenti nascoste che ti consentono di attraversare i baratri. Oltre ai mostri fuoco, come nemici si incontrano delle ciabatte giapponesi e delle candele volanti. Il boss finale è una strana macchina che assume due forme: la prima ha due braccia allungabili da distruggere toccando le palle colorate con la lingua, la seconda è quella di una macchina sparapalle da battere lanciandogli addosso le stesse palle che lancia al giocatore.

## Modalità di gioco
Premendo il pulsante B del gamepad, il camaleonte tira fuori la sua lingua, che può poi essere direzionata usando la levetta analogica. Ciò permette al giocatore di ingoiare dei nemici o raggiungere dei power-up distanti. La lingua si allunga fino alla sua massima estensione, raggiunta la quale si ritrae nella bocca del camaleonte (ciò accade anche quando la lingua urta una parete). L'attacco base a disposizione di Davy e dei suoi amici è quello di proiettare la lingua contro i nemici, che vi rimangono incollati, per poi ingoiarli. Una volta che il nemico è dentro la bocca, il giocatore può anche sputare fuori il nemico usandolo come proiettile contro altri nemici.
Per raggiungere le piattaforme di terreno poste più in alto che non si possono raggiungere con un normale salto, i camaleonti possono lanciarsi in alto sempre usando la lingua, come accade ad esempio nella disciplina sportiva del salto con l'asta.
Quando il giocatore si trova davanti ampi buchi nel terreno che non è possibile saltare, può usare la lingua per attaccarla a un palo dall'altra parte della buca e scavalcare così lo strapiombo.

### Multiplayer
Chameleon Twist offre anche una modalità multigiocatore da due a quattro giocatori, che possono gareggiare a una Battle Royale o a una gara a tempo. La Battle Royale vede i giocatori gareggiare con l'obiettivo di essere l'ultimo camaleonte sopravvissuto su di una piattaforma sospesa, mentre il gioco a tempo premia il giocatore che resiste più tempo sulla piattaforma.

## Ricezione
Chameleon Twist ha ricevuto recensioni contrastanti, con frequenti critiche legate agli angoli di inquadratura della camera che renderebbero complesso e frustrante giocare. La breve durata del gioco, la sua bassa difficoltà, la poca originalità e le musiche ripetitive sono altre frequenti critiche mosse a questo titolo. Alcuni critici hanno però notato che si tratta di un videogioco rivolto a giovanissimi giocatori, quindi è comprensibile che si tratti di un titolo semplice, con una grafica infantile e colorata, ma che non manca di intrattenere il giocatore con meccaniche di gioco in alcuni casi innovative.